# Презиче
Презѝче (на италиански: Presicce) е градче в Южна Италия, провинция Лече, регион Пулия. Разположено е на 104 m надморска височина.